# Ferroalliage
Les ferroalliages sont des composés métalliques de pureté variable, contenant du fer et un autre métal dans une proportion variable. On peut y trouver également, en quantité plus faible, des impuretés issues du procédé de fabrication comme le carbone, le silicium ou le calcium.
Un ferroalliage est une matière et non pas un matériau. C'est n'est donc pas un alliage au sens courant du terme car il n'a d'intérêt que par sa composition chimique : on n'évoque jamais sa mise en forme ou ses propriétés d'usage. Sa pureté et sa richesse en métal non-ferreux dépendent essentiellement du processus de fabrication (généralement un four à arc électrique mais aussi parfois un haut fourneau ou un procédé de réduction directe). Il peut aussi être un produit secondaire issu de la production d'un métal non ferreux. 
Les ferroalliages sont commercialisés comme « ingrédient » pour l'obtention d'alliages dans la sidérurgie. Ils sont utilisés dans les aciéries, où leur teneur en fer leur confère la densité nécessaire pour être immergés dans l'acier liquide. Leur qualité est soigneusement choisie en fonction de la teneur en éléments non ferreux, des impuretés que le produit final peut tolérer, ainsi que de leur coût.

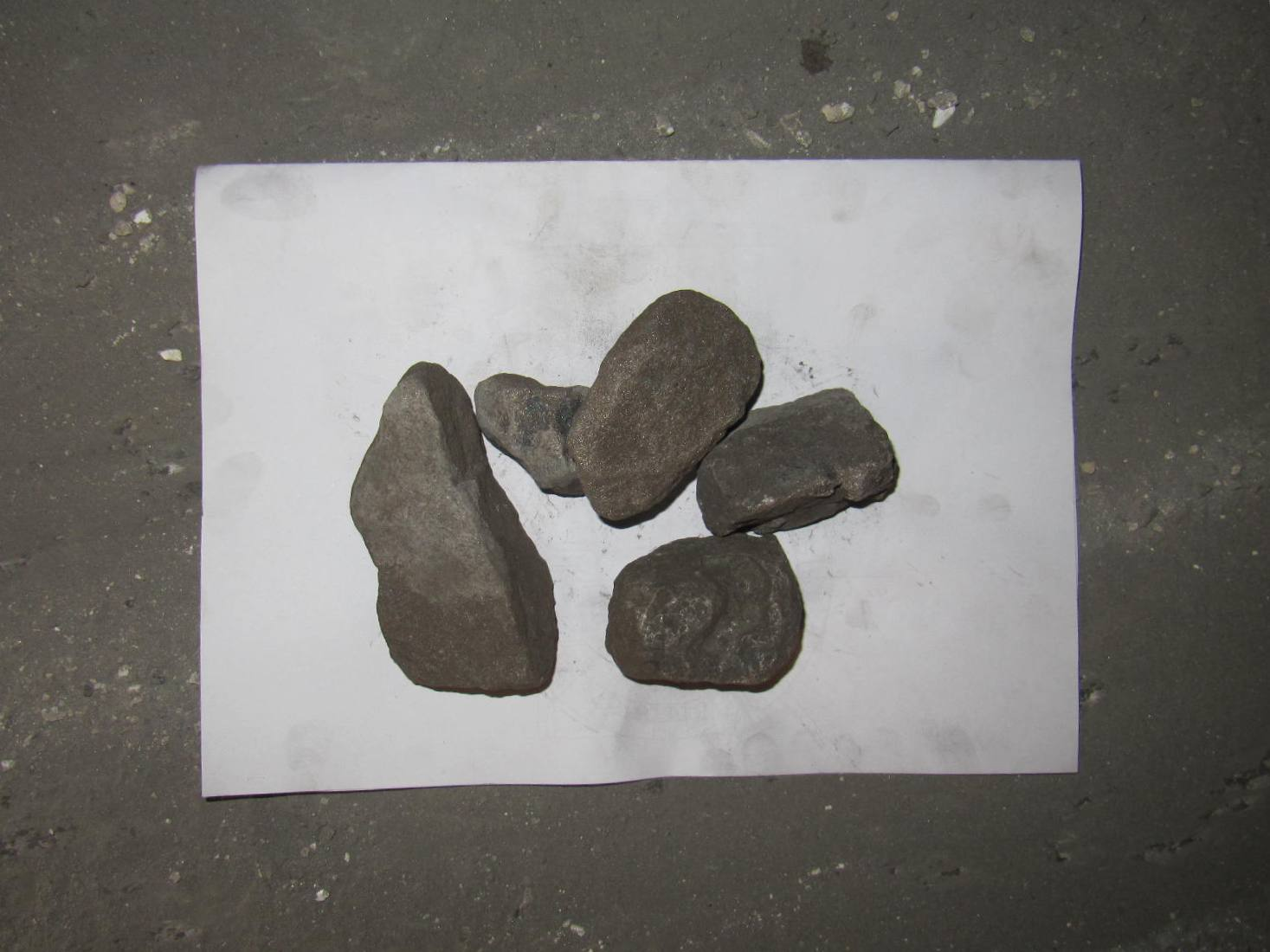
Ferromanganèse carburé (C < 7,5 %), une fonte de manganèse pouvant être obtenue avec un haut fourneau spécialisé
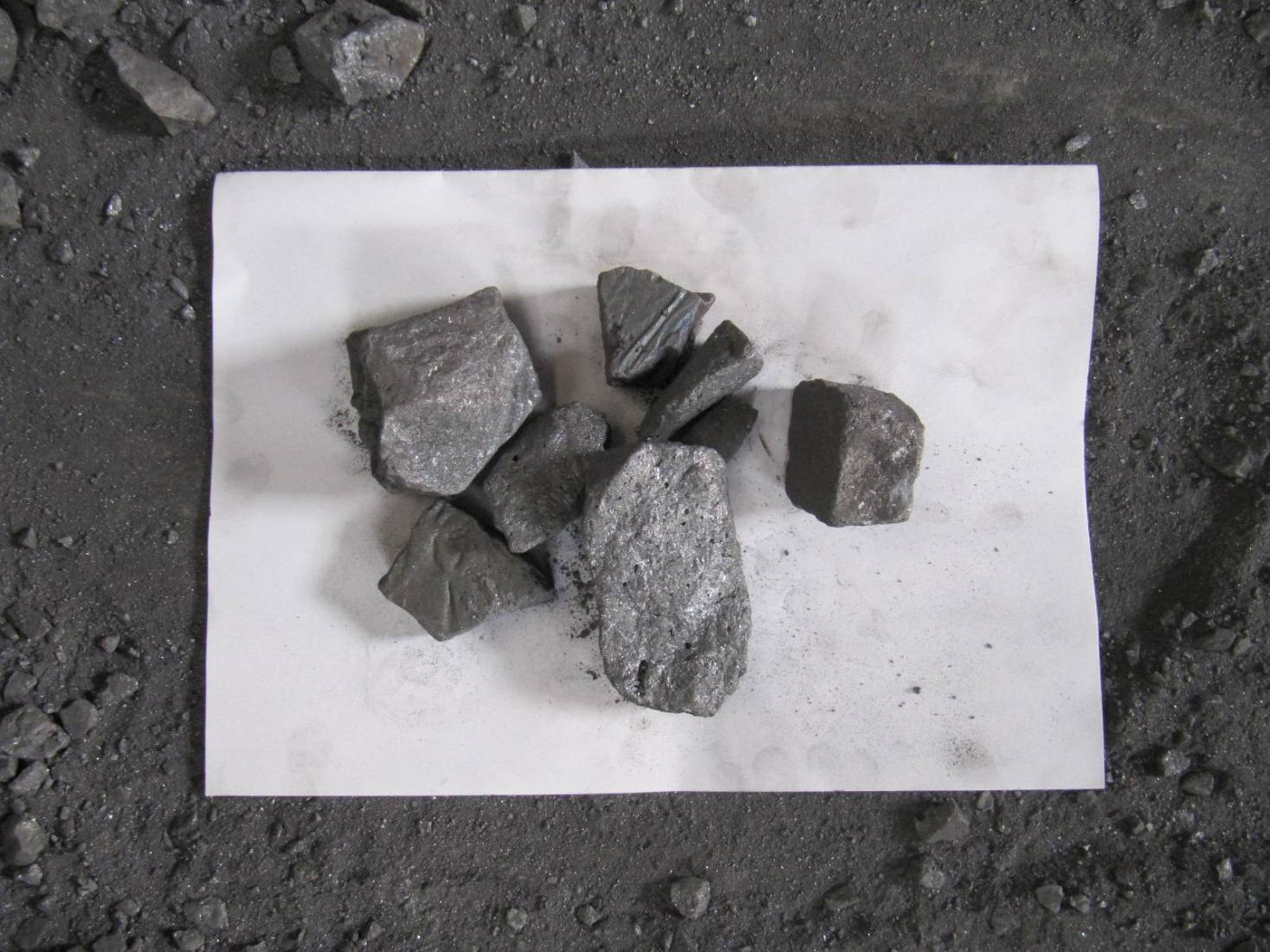
Ferrosilicium, produit typique des fours électriques
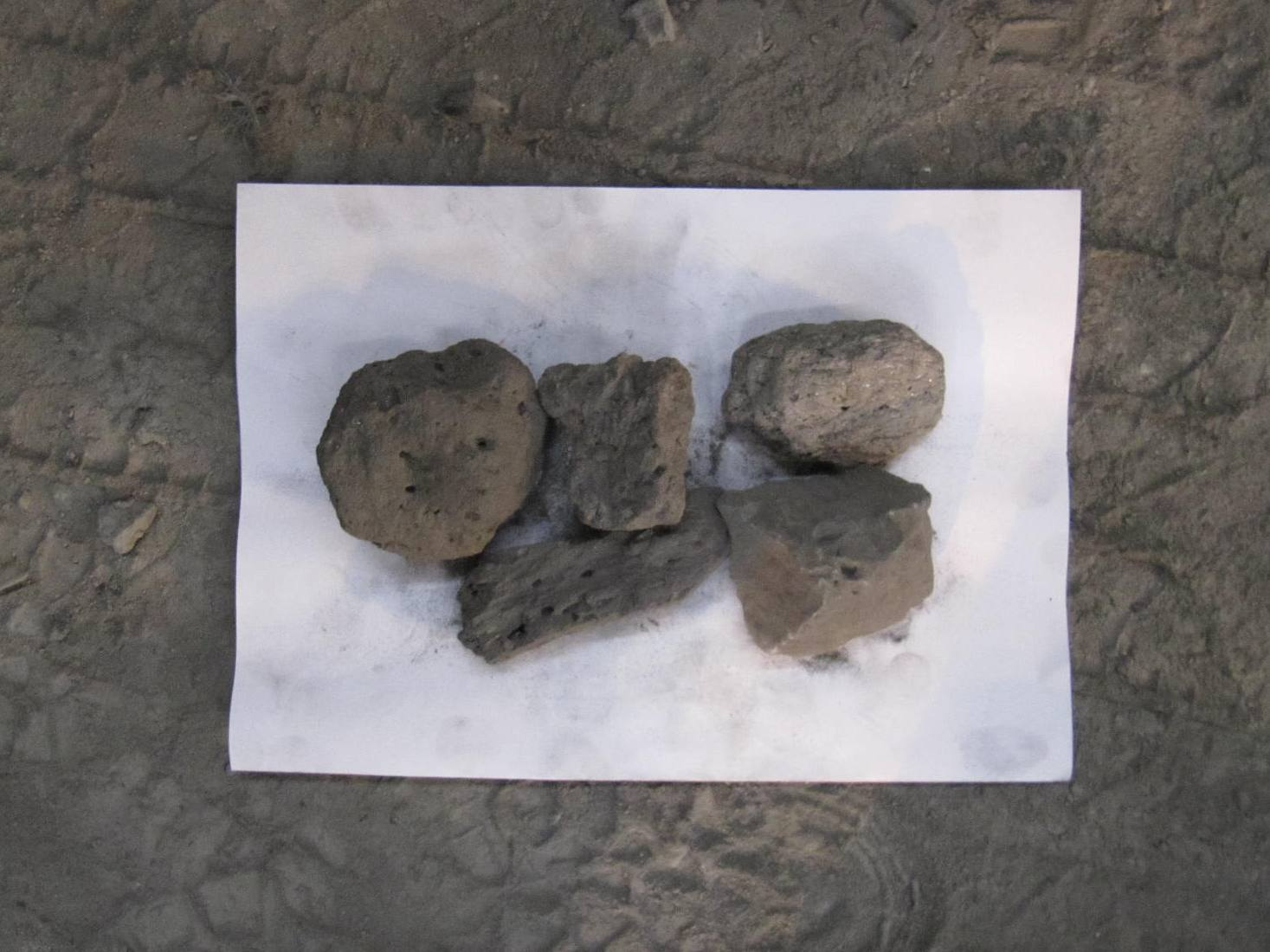
Ferrophosphore utilisé comme alliage en sidérurgie
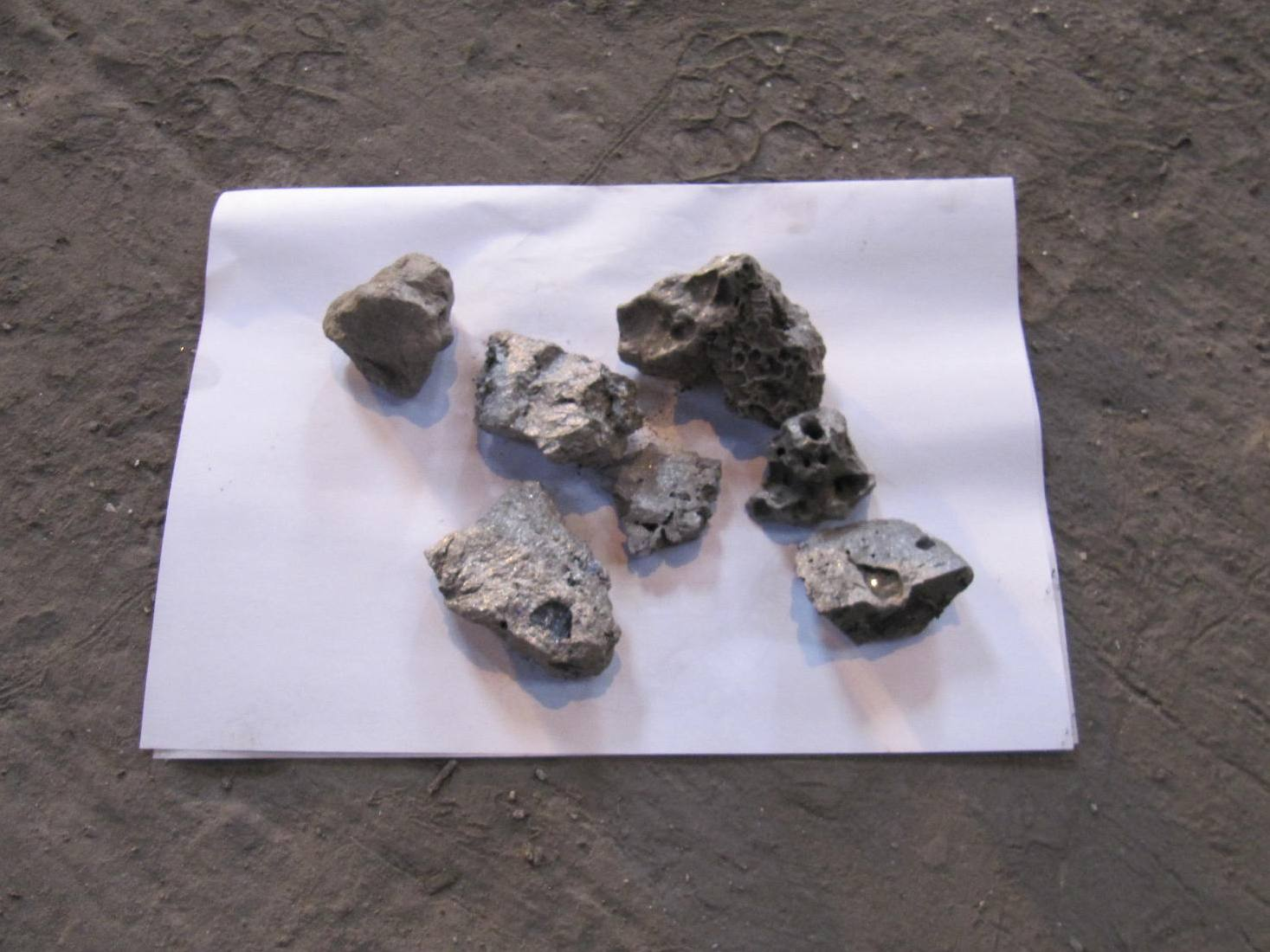
Ferrochrome affiné, à basse teneur en carbone

### Par procédé

Évolution de la production mondiale de ferroalliages, par procédé.

## Production mondiale

### Par type de ferroalliage
|                      | Obtention au haut fourneau | Obtention au four à arc électrique |
| -------------------- | -------------------------- | ---------------------------------- |
| Ferromanganèse       | 728                        | 4 970                              |
| Spiegeleisen         | 12                         |                                    |
| Ferrochrome          |                            | 7 840                              |
| Ferrochromosilicium  |                            | 161                                |
| Ferronickel          |                            | 1 670                              |
| Ferroniobium         |                            | 86,4                               |
| Ferrosilicium        |                            | 7 320                              |
| Ferrosilicomanganèse |                            | 7 460                              |
| « Silicium métal»    |                            | 609                                |
| Autres ferroalliages | 53,5                       | 5 210                              |
| Total                | 794                        | 35 300                             |